# Ахманово (Башкортостан)
Ахманово (баш. Ахман) — село в Бакалинском районе Республики Башкортостан Российской Федерации. Административный центр Ахмановского сельсовета.

## География

### Географическое положение
Расстояние до:
- районного центра (Бакалы): 7 км,
- ближайшей ж/д станции (Туймазы): 69 км.

## История
В «Списке населенных мест по сведениям 1870 года», изданном в 1877 году, населённый пункт упомянут как деревня Ахманова 4-го стана Белебеевского уезда Уфимской губернии. Располагалась при речке Идяшке, по правую сторону просёлочной дороги из Белебея в Мензелинск, в 120 верстах от уездного города Белебея и в 20 верстах от становой квартиры в деревне Курачева. В деревне, в 77 дворах жили 580 человек (292 мужчины и 288 женщин, тептяри, русские, чуваши), были 3 водяные мельницы. Жители занимались пчеловодством. В 1893 году была освящена церковь в честь Святого Великомученика Димитрия Солунского.

## Население
| 1906 | 1920  | 1939 | 1959 | 1989 | 2002 | 2009 |
| ---- | ----- | ---- | ---- | ---- | ---- | ---- |
| 1010 | ↗1233 | ↘913 | ↘752 | ↘512 | ↗525 | ↗541 |
| 2010 |       |      |      |      |      |      |
| ↘476 |       |      |      |      |      |      |

### Национальный состав
По четвертой ревизии 1782 года в деревне жили ясачные татары.
Согласно переписи 2002 года, преобладающие национальности —  чуваши (38 %), татары (34 %).

## Религия
В селе ведётся строительство православного храма.

## Известные уроженцы
- Асанбаев, Нажиб (1921—2013) — советский и российский писатель, поэт, драматург. Заслуженный работник культуры РСФСР.